# Tangled
Tangled és una pel·lícula musical estatunidenca d'animació de 2010, produïda per Walt Disney Animation Studios, estrenat en sistema analògic i en 3D. Es basa principalment en el conte dels Germans Grimm Rapunzel del qual, en un principi, també n'havia adoptat el títol, encara que després es va decidir anomenar-la Tangled. Va ser la tercera animació dels estudis de Walt Disney que més ingressos va recaptar darrere de Frozen: El regne del gel i The Lion King.

## Argument
La Gothel és una horrible bruixa vella i dolenta i a la mateixa vegada, també és una malvada bruixa anciana que té una flor daurada màgica que li permet seguir sent sempre jove i bonica. Un dia però, els soldats de palau l'agafen per guarir la jove reina, embarassada i malalta. El poder de la flor daurada màgica es transmet a la filla del rei i de la reina, la petita princesa Rapunzel, que neix poc després: quan ella canta, el seu cabell llarg i ros guareix i manté jove a aquell qui el toca. Per això, la malvada bruixa Gothel rapta la petita princesa Rapunzel i la cria com si fos filla seva, per tal de tenir-la sempre a prop i no envellir. La malvada bruixa Gothel tanca la Princesa Rapunzel, la seva filla falsa, dins una alta torre en el bosc i li prohibeix sortir a l'exterior, amb mentides sobre els perills que l'esperen a fora. La jove i bonica princesa Rapunzel creix sola, acompanyada només d'un camaleó, Pascal, i també de la malvada bruixa Gothel, la seva mare falsa, adoptiva i segrestadora, somniant amb unes llums misterioses que veu cada any pel seu aniversari.
Divuit anys més tard, un eixerit lladre anomenat Flynn Rider escapa de palau del Rei i de la Reina, el veritable pare i la veritable mare de la Princesa Rapunzel, amb la corona de la Rapunzel, la princesa desapareguda, i en la seva fugida (tant de la guàrdia reial com del cavall Maximus) arriba a la torre. La princesa Rapunzel l'amaga en un armari i li demana que la porti a veure les llums màgiques. Ell accepta a canvi de recuperar la corona que ella li ha pres, amb la qual pensa fer-se ric. Durant el camí a palau del Rei i de la Reina, el veritable pare i la veritable mare de la Princesa Rapunzel, en Flynn Rider i la Princesa Rapunzel s'enamoren.
La malvada bruixa Gothel, la mare falsa, adoptiva i segrestadora de la Princesa Rapunzel, els segueix, ajudada pels dos antics còmplices del lladre Flynn Rider, i intenta convèncer a la princesa Rapunzel, la seva filla falsa, perquè torni a casa seva, a la torre del bosc, argumentant que ell no l'estima i que només vol els diners de la corona. Quan falla, la segresta per segona vegada fent-li creure que ell l'ha abandonat, mentre entrega en Flynn Rider a la guàrdia perquè el pengin, matant-lo. El cavall Maximus, ara amic de la parella, l'allibera de la presó a en Flynn Rider perquè pugui anar a buscar la seva estimada princesa Rapunzel. La malvada bruixa Gothel fereix de mort a en Flynn Rider i la princesa Rapunzel vol guarir-lo acceptant quedar-se per sempre amb l'anciana bruixa Gothel, la dolenta i malvada bruixa, la seva mare falsa, adoptiva i segrestadora. Ell s'hi nega i li talla els seus cabells rossos, llargs màgics perquè ja no sigui cobejada per la malvada bruixa Gothel, la seva mare falsa, adoptiva i segrestadora i per ningú més. Les llàgrimes màgiques de la princesa Rapunzel el tornen a la vida i així poden casar-se i viure feliços per sempre més.

## Repartiment
Veus del repartiment original en anglès:
- Mandy Moore: Rapunzel
- Delaney Rose Stein: jove Rapunzel
- Zachary Levi: Eugene "Flynn Rider" Fitzherbert
- Donna Murphy: Mother Gothel
- Brad Garrett: Hook-Hand Thug
- Ron Perlman: el germà Stabbington que porta patilles
- Jeffrey Tambor: Big Nose Thug
- Richard Kiel: Vladamir
- M. C. Gainey: Captain of the Guard
- Paul F. Tompkins: Short Thug
- Frank Welker: Pascal i Maximus
- Tom Kenny: Guard
- Tim Brooke-Taylor: Old Man
- Maurice Dean Wint: Paulo

## Premis i nominacions[calcitació]
La pel·lícula va estar nominada als següents premis:
- Oscar a la millor cançó original per I See the Light, d'Alan Menken i Glenn Slater
- Globus d'Or a la millor cançó original per I See the Light, d'Alan Menken i Glenn Slater
- Globus d'Or a la millor pel·lícula d'animació